# Cultura de Belén

Mapa del Valle de Hualfín con la ubicación de los sitios arqueológicos Belén

La Cultura Belén es un concepto propuesto por Alberto Rex González para caracterizar a las poblaciones prehispánicas que habrían habitado la región del valle del río Belén (departamento de Belén, Catarmarca), conocido en la literatura arqueológica como Valle de Hualfín, entre los años 1100 y 1535 d. C. Su influencia se habría extendido hasta Andalgalá por el Este, el valle de Abaucán por el Oeste y hasta el actual límite de las provincias de Catamarca y La Rioja.
De acuerdo a González, habrían existido 3 fases Belén: Belén I (1100-1300 d. C.), definida por la presencia de cerámica belén y casas-pozo sin paredes de piedra; Belén II (1300-1480 d. C.), definida por los cambios en las construcciones de las viviendas, se comenzaron a utilizar paredes de piedras; y Belén III (1480-1535 d. C.), marcada por cambios culturales y sociales debido a la influencia inkaica.  Sobre la base del patrón de asentamiento Belén, en donde se diferencian poblados aglomerados de poblados abiertos y aldeas, se reconoció una jerarquía de sitios que expresaría una organización social de señoríos.
En la actualidad, a partir de nuevas investigaciones arqueológicas, se abrió nuevamente la discusión sobre las sociedades que habitaron el Valle de Hualfín durante este momento histórico. Así, a raíz de nuevos fechados radiocarbónicos, se ha establecido que los poblados estudiados por González fueron ocupados desde mediados del siglo XI hasta, posiblemente, principios del siglo XVI. Asimismo, a partir de nueva evidencia arqueológica, se plantea que habrían sido sociedades de integración comunal, con liderazgos temporales o coyunturales.